# Hunedoara
Hunedoara (în germană Eisenmarkt, în maghiară Vajdahunyad, în trad. Târgu Fierului) este un municipiu în județul Hunedoara, Transilvania, România, format din localitățile componente Hunedoara (reședința) și Răcăștia, și din satele Boș, Groș, Hășdat și Peștișu Mare. Hunedoara este cel mai mare oraș din țară care nu este reședință de județ. În 2011 avea o populație de 60.525 locuitori.

## Geografie și climă
Situată în partea centrală a județului Hunedoara, la 220–270 m altitudine, pe valea Cernei, la 19 km de municipiul Deva, Hunedoara ocupă o suprafață de 97 km². În teritoriul administrativ al municipiului sunt cuprinse localitatea Răcăștia și satele aparținătoare Boș, Groș, Hășdat și Peștișu Mare.
Zona dispune de infrastructura obișnuită pentru un oraș modern: rețele de energie electrică, termică, gaze naturale și apă, stație de epurare, mijloace de transport în comun, căi de acces rutier și feroviar, telefonie fixă și mobilă, servicii internet.
Este străbătută de DJ 687 : Sântuhalm - Hunedoara, drum național care face legătura cu drumul European E68 care străbate țara de la Arad - Deva - Orăștie - Sibiu - Brașov - București și drumuri județene care fac legătura între Hunedoara și Călan, respectiv Hunedoara și Hațeg.
- Relief: deluros-muntos
- Relief antropic: haldă de zgură, carieră de piatră
- Ape: râul Cerna
- Resursele naturale: zăcăminte de piatră, minereuri feroase, lemn, talc, potențial în creșterea animalelor.
- Gradul seismic: 6 Mercalli

## Istorie
Atestată documentar la 1265 sub numele Hungnod, conform registrului de dijme papale, Hunedoara va cunoaște o dezvoltare impetuoasă și va juca un rol important în istoria României. Vechimea acestei așezări, ce a luat naștere la poalele dealului Sânpetru la confluența râurilor Cerna și Zlaști, este mult mai adâncă în negurile timpului decât atestarea documentară. Arheologii au descoperit atât în vatra orașului cât și în satele din împrejurimi de unde își trage seva, urme de locuire, datând din epoca pietrei. De asemenea pe Dealul Sânpetrului dăinuiesc într-o deplină succesiune urme materiale din epoca bronzului și a fierului. Au fost găsite pe terasele din jurul cetății, într-un depozit, mai mult de o tonă de lupe mari de fier și un atelier metalurgic comportând opt cuptoare din vremea daco-geților. În actualul areal de locuire al hunedorenilor s-au descoperit tezaure monetare din vremea dacilor, cunoscute sub denumirea “de tip Hunedoara”, precum și monede romane de tip republican sau imperial cuprinzând o perioadă de timp îndelungată (183 î.Hr.-sec. III. d.Hr.) ceea ce dovedește puternice contacte economice și nu numai, între două civilizații, una a “cetății eterne Roma” și alta plămădită de nemuritorii antichității daco-getice.
În urma cuceririi Daciei de către Imperiul Roman, zona Hunedoarei a atras atenția lumii romane prin bogățiile sale, în special fierul. Acest fapt este ilustrat de urmele descoperite la Teliuc, o villa rustica, pe dealul Sânpetru era un castru roman în care se instalează un post de pază a Legiunii a XIII-a Gemina. Urme s-au mai descoperit lângă Castelul Huniazilor și lângă gară. De asemenea, vestigii din această epocă există și în satele Cinciș-Cerna, Pestișu Mare unde era un vicus (sat roman), Mănerău, Nandru, Ghelari, etc.
În 1409, la 18 octombrie, regele Ungariei, Sigismund de Luxemburg dăruiește și înnobilează pentru faptele militare deosebite pe cneazul Voicu, fiul lui Șorb. În același document pomenește și pe alți membrii ai familiei ca stăpânitori ai cetății și domeniului regal Hunedoara. Este vorba de Magos (în maghiara Înalt) și Rados, frații... și Ioan, fiul lui Voicu. Din acest moment, cetatea Hunedoara cunoaște o nouă etapă a dezvoltării sale. Iancu a amenajat cetatea pentru locuit, a construit sala cavalerilor și sala dietei în stil neogotic înfrumusețat de logiile exterioare ale acestei săli. De asemenea s-a construit aripa și turnul “ne boisa”(nu te teme), un eventual loc de refugiu în caz de primejdie.
După moartea lui Ioan de Hunedoara la 11 august 1456 la Zemun, lângă Belgrad, în Ungaria au loc lupte interne pentru tron în care sunt implicați și succesorii eroului din Hunedoara, lupte care dau câștig de cauză fiului lui Ioan, Matia Corvinul, care devine rege al Regatului Maghiar. În acest răstimp, soția lui Ioan, Elisabeta, și fiul lor Matia vor continua lucrările de modernizare; în aripa Matia, se pictează fresca murală ce sugerează originea românescă a lui Ioan. Secolul al XVII-lea marchează noi lucrări la castel legate în mare parte de numele principelui Gabriel Bethlen. A fost construită aripa Bethlen (1622) așa cum o demonstrează și o inscripție descoperită pe ancadramentul unei ferestre.
În timpul Corvineștilor, Hunedoara devine târg (= oppidum) al fierului, metal pe care pădurenii îl valorifică pentru alte produse, având valoarea de monedă. Avantajul economic din această epocă al domeniului și orașului Hunedoara se va menține și în secolele următoare. Orașul va ajunge în secolul XVII la o stare prosperă, locuitorii săi fiind scutiți de dări față de stat. Locuitorii au beneficiat de privilegii încă din vremea regelui Matia Corvinul, care în 1480 îi scutește pe hunedoreni de plata oricăror dări, scutiri care se păstrează și în secolele următoare. Ca urmare crește numărul locuitorilor care variază între 784 în 1512 și 896 în secolul al XVII.
După moartea lui Matia Corvin, Hunedoara intră în stăpânirea fiului acestuia, Ioan Corvin, care se stinge de tânăr. Soția sa Beatrice de Frangepan, se va recăsători cu Georg de Hohenzolern, marchiz de Brandenburg în 1509. Georg de Brandenburg nu se va stabili în Hunedoara. El va numi un castelan cu drept de reprezentare, pe Gheorghe Stolcz.
În 1514, a izbucnit răscoala țărănească condusă de Gheorghe Doja. Cu acest prilej, mulți țărani de pe domeniul Hunedoarei au fost închiși în cetate drept pedeapsă. Cu sprijinul nobilimii, Ioan Zapolya a înăbușit răscoala.

Stema orașului în perioada interbelică

Sfârșitul sec. XVIII, precum și secolele XIX și XX, marcheză probleme noi, legate de conștiința de neam, de spiritualitate. Aici s-a dezvoltat o spiritualitate românească autentică. În numeroasele biserici sau mănăstiri ortodoxe ca cele de la Cinciș-Cerna, Plosca, Prislop, Nădăștie, Mănerău, Zlaști și altele au fost școli de dascăli, numeroși cnezi romani îndeplinind funcția de preoți și dieci. Din păcate nu cunoaștem cu exactitate vechimea acestor locașe de lumină.
După Al Doilea Război Mondial, conform concepției vremii, industria hunedoreană a cunoscut o dezvoltare fără precedent. În preajma revoluției din 1989, în Hunedoara, se produceau peste 3 mil. tone de oțel, peste 2 mil. tone cocs metalurgic, încălțăminte, tricotaje etc. Această dezvoltare a atras forță de muncă. Populația orașului a ajuns la un maximum de 89.000 locuitori. Ca urmare s-a dezvoltat spațiul de locuit, și s-au construit noi așezăminte de învățământ, sănătate sau cultură. S-au construit 12 școli generale, 5 licee, un spital modern, un institut de învățământ superior, două stadioane, o sală de sport, piscină, iar după 1989 s-a construit o popicărie modernă, capabilă să găzduiască mari concursuri internaționale. Conducerea supracentralizată, ineficiența cronică și sugrumarea oricărei urme de liberă inițiativă au provocat însă începând din anii '80 degradarea economiei. Din cauza sărăciei tot mai accentuate, a lipsei de libertate și a opresiunii s-au creat tensiuni sociale și nemulțumiri ce au explodat în decembrie 1989.
În jurul anului 1870, este ales primar al orașului Hunedoara George Dănilă. „În acea perioadă, Hunedoara se număra printre orașele cu o populație majoritar românească, conform recensământului din anii 1869 - 1870, alături de Brașov, Abrud, Sebeș, Alba Iulia, Orăștie, Ocna Sibiului și Hațeg. Dintre orașele enumerate mai sus, singurele localități urbane cu conducere românească sunt Hunedoara și Hațegul” (Ioachim Lazăr). Documentele păstrate la Direcția Județeană a Arhivelor Statului arată că primarul George Dănilă s-a implicat cam în toate problemele care priveau viața localității pe care o conducea și nu numai atât. În timpul războiului de independentă, de la Hunedoara au fost trimiși bani pentru ostașii români răniți pe front. Tot în această perioadă, primarul George Dănilă a dezvoltat zona industrială a orașului construind Uzinele de Fier. George Dănilă, om cu studii avocățești, era preocupat de cultură, fiind un membru de vază al filialei locale Deva a asociației ASTRA. În vremea lui, Castelul Corvinilor a fost restaurat integral. Personalitatea marcantă a primarului George Dănilă îl plasează cu cinste în ctitoriile Europei Mari. El a fost decorat Cavaler al Ordinului Franz Joseph I pentru excelența sa. Primarul George Dănilă era un luptător pentru unirea Transilvaniei cu România, iar demersurile sale erau în strictă concordanță cu legile acelor vremuri. A condus urbea timp de peste patru decenii, până la moartea sa, în anul 1912.
Primul primar de după 1989 al Hunedoarei a fost dl.ing. Marcu Ioan, urmat apoi în 1990 de dl.ing. Doda Viorel. În urma alegerilor din 1992 a devenit primar dl.ec. Remus Mariș, care a fost reales și în legislaturile următoare (1996-2000, 2000-2004), iar în urma alegerilor din 2004 a fost ales primar dl.ing. Schiau Nicolae. În urma alegerilor din 2008 și până în 2012 dl. Ovidiu Hada (PNL) a fost primarul Hunedoarei.Din iunie 2012 a fost ales dl. Arion Viorel (USP) ca primar al municipiului Hunedoara. În 2016 a fost ales primar Dan Bobouțanu (PSD). În 2020 a fost reales primar Dan Bobouțanu (PSD).

## Demografie
Componența etnică a municipiului Hunedoara
     Români (79,88%)
     Maghiari (3,52%)
     Romi (1,12%)
     Alte etnii (0,34%)
     Necunoscută (15,13%)
Componența confesională a municipiului Hunedoara
     Ortodocși (70,65%)
     Penticostali (3,69%)
     Romano-catolici (2,95%)
     Reformați (2,42%)
     Baptiști (1,12%)
     Alte religii (2,99%)
     Necunoscută (16,18%)
Conform recensământului efectuat în 2021, populația municipiului Hunedoara se ridică la 50.457 de locuitori, în scădere față de recensământul anterior din 2011, când fuseseră înregistrați 60.525 de locuitori. Majoritatea locuitorilor sunt români (79,88%), cu minorități de maghiari (3,52%) și romi (1,12%), iar pentru 15,13% nu se cunoaște apartenența etnică. Din punct de vedere confesional, majoritatea locuitorilor sunt ortodocși (70,65%), cu minorități de penticostali (3,69%), romano-catolici (2,95%), reformați (2,42%) și baptiști (1,12%), iar pentru 16,18% nu se cunoaște apartenența confesională.
Hunedoara - evoluția demografică

020.00040.00060.00080.000100.00019121948196619922011populațiePopulația istorică din Hunedoara
Date: Recensăminte sau birourile de statistică - grafică realizată de Wikipedia

## Politică și administrație
Municipiul Hunedoara este administrat de un primar și un consiliu local compus din 21 consilieri. Primarul, Dan Bobouțanu[*], de la Partidul Social Democrat, este în funcție din 2016. Începând cu alegerile locale din 2024, consiliul local are următoarea componență pe partide politice:
|  | Partid                                 | Consilieri | Componența Consiliului | Componența Consiliului | Componența Consiliului | Componența Consiliului | Componența Consiliului | Componența Consiliului | Componența Consiliului | Componența Consiliului | Componența Consiliului | Componența Consiliului | Componența Consiliului | Componența Consiliului | Componența Consiliului | Componența Consiliului | Componența Consiliului |
|  | -------------------------------------- | ---------- | ---------------------- | ---------------------- | ---------------------- | ---------------------- | ---------------------- | ---------------------- | ---------------------- | ---------------------- | ---------------------- | ---------------------- | ---------------------- | ---------------------- | ---------------------- | ---------------------- | ---------------------- |
|  | Partidul Social Democrat               | 15         |                        |                        |                        |                        |                        |                        |                        |                        |                        |                        |                        |                        |                        |                        |                        |
|  | Partidul Național Liberal              | 2          |                        |                        |                        |                        |                        |                        |                        |                        |                        |                        |                        |                        |                        |                        |                        |
|  | Uniunea Democrată Maghiară din România | 2          |                        |                        |                        |                        |                        |                        |                        |                        |                        |                        |                        |                        |                        |                        |                        |
|  | Alianța pentru Unirea Românilor        | 2          |                        |                        |                        |                        |                        |                        |                        |                        |                        |                        |                        |                        |                        |                        |                        |

## Economie
Municipiul Hunedoara beneficiază de un Parc Industrial cu cele mai bune oferte pentru investitori. Realizarea acestuia a început în primăvara anului 2003. Suprafața parcului este de 193.000 mp, împărțită în 26 de parcele cu suprafețe de 2.500 - 10.000 mp. Parcelele se vor concesiona pe o perioadă de până la 49 de ani sau se vor vinde investitorilor. Parcelarea este flexibilă, pentru a se putea satisface solicitările specifice ale investitorilor. Accesul în parc se face direct din drumul județean Hunedoara - Deva. Parcul dispune de utilități complete pentru orice tip de investiție industrială: energie electrică, gaze naturale, apă potabilă, canalizare, drenaj natural, comunicații prin cablu, drumuri, parcări, mijloace de protecție, dotări pentru stingere incendii.
Terenul parcului este pregătit pentru realizarea de construcții adecvate implantării de obiective industriale. Societatea administrator a parcului industrial va asigura consultanță investitorilor pe tot parcursul implantării investițiilor și operării capacităților de producție. Consultanța va acoperi diverse laturi: legislație, obținerea de avize și acorduri pentru realizarea obiectivelor, soluții de proiectare a construcțiilor, marketing, relații cu furnizori și rețele de distribuție etc.
Facilitățile fiscale acordate investitorilor în Parcul Industrial Hunedoara:
- restituirea taxelor vamale pentru materiile prime, piesele de schimb și componentele importate necesare realizării producției proprii;
- reduceri de impozite și taxe datorate autorităților locale;
- deducerea de la impozitarea pe profit a unei sume egale cu 20% din valoarea investițiilor efectuate, pentru investiții mai mari de 1 milion euro.

Printre avantajele comparative pe care le oferă Parcul Industrial Hunedoara pentru investitori se notează:
1. Avantaje legate de forța de muncă:
  - Existența unei forțe de muncă bine calificate în foarte multe meserii. Combinatul Siderurgic, gigant construit pe modelul marilor uzine siderurgice din Lorena franceză sau din Ruhr, a fost în fapt un complex industrial integrat, în care lucrau muncitori de toate meseriile. Tradiția s-a perpetuat până astăzi. Practic, pentru orice calificare industrială există muncitori bine pregătiți în Hunedoara;
  - Tradiția industrială îndelungată. Hunedoara este un oraș industrial de circa 125 de ani. În statele din Europa Centrală și de Est sunt foarte puține locații care să beneficieze de o astfel de tradiție, care este un garant al calității forței de muncă;
  - Disponibilitatea forței de muncă de a accepta condiții inferioare de muncă și salarizare, disponibilitate accentuată de creșterea recentă a numărului șomerilor;
  - Caracterul maleabil al forței de muncă. În Hunedoara nu s-au înregistrat conflicte sociale. Nu a fost nici o grevă, nici măcar în momentele concedierilor masive;
  - Existența în oraș a unui centru universitar și a unei rețele de învățământ liceal de calitate, apte să pregătească absolvenți cu o pregătire ridicată.
2. Avantaje legate de piață:
  - Situarea în centrul provinciei istorice Transilvania. Pe o rază de 200 – 250 km, se află o piață cu circa 6,5 milioane de consumatori, piața cu cel mai ridicat nivel de consum din România;
  - Situarea la 7 km de principalul drum european care traversează România;
  - Poziția la maximum 20 km de viitoarea autostradă care se va realiza pe coridorul de transport european 4, Budapesta - Nădlac - București - Constanța, principalul coridor care traversează Europa de la vest la sud-est;
  - Poziția la 15 km de calea ferată existentă pe coridorul de transport 4, Budapesta - București, cale ferată modernizată actualmente în cadrul unui proiect al Uniunii Europene;
  - Amplasarea la nu mai mult de 200 km de frontiera României.
3. Avantaje legate de amplasament:
  - Posibilitatea de a realiza construcții noi, moderne, neîngrădite, pe un loc în care există toate utilitățile. Se îmbină avantajele amplasamentului tip "greenfield" cu reducerea costului investiției;
  - Posibilitatea realizării rapide a lucrărilor de investiție. În oraș există societăți de construcții cu organizare corespunzătoare și cu tradiție în realizarea construcțiilor civile și industriale;
  - Existența în oraș a unor societăți de prestări servicii adecvate pentru realizarea lucrărilor de întreținere a echipamentelor și utilajelor;
  - Posibilități multiple de recreere. Locul este aproape de zona de turism montan a Masivului Retezat, de lacul Cinciș, lac cu dotări nautice și de site-uri importante pentru istoria antică: Sarmisegetuza, sau medievală: Castelul Huniazilor.

La toate acestea este de adăugat faptul că România începe să devină o piață emergentă și atractivă pentru investițiile străine. Relansarea activității economice începând din anul 2000, progresele în plan politic, admiterea în NATO începând din anul 2004 și Uniunea Europeană în 2007, vor face ca fluxul investițiilor străine să crească în perioada următoare.
Societatea administrator a Parcului Industrial Hunedoara așteaptă investiții în domenii diferite, investiții generatoare de locuri de muncă.
De exemplu se așteaptă capacități pentru producția de:
- componente electronice, de exemplu componente pentru comunicații prin satelit, baterii pentru aparate de telefonie mobilă, instalații electrice pe bază de energie solară și altele;
- construcții și subansambluri mecanice, de exemplu produse metalice sinterizate, produse din carburi dure, subansambluri hidraulice;
- obiecte din mase plastice;
- ambalaje pentru industria alimentară dar și alte domenii.

## Educație
În municipiu funcționează 57 de unități școlare (24 grădinițe, 12 școli generale, 5 licee, 3 școli profesionale, o școala tehnică de maiștri, și 3 scoli postliceale). Învățământul superior este reprezentat prin Facultatea de Inginerie Hunedoara din 1970, iar în 2010 s-au aniversat 40 de ani de învățământ superior hunedorean.
- Facultatea de Inginerie din Hunedoara, Universitatea Politehnica Timișoara
- Colegiul Tehnic „Matei Corvin”
- Colegiul Economic „Emanuil Gojdu”
- Colegiul Național „Iancu de Hunedoara”
- Grupul Școlar Telecomunicații și Lucrări Publice
- Liceul Teoretic de Informatică „Traian Lalescu”
- Școala Postliceală Sanitară Hunedoara
- Liceul Tehnologic ,,Constantin Bursan"
- Universitatea ,,Lucian Blaga" - Sibiu
- Universitatea ,,Alma Mater" - Sibiu

## Orașe înfrățite
- Argenteuil, Franța din  1973
- Zenica, Bosnia și Herțegovina din  1974
- Szombathely, Ungaria din  1990
- Derince, Turcia din  2000
- Kaihua, Zhejiang, Republica Populara Chineza din 2014

## Personalități
- Ioan Huniade (1387 - 1456) - comite de Timiș, mai cunoscut ca Iancu de Hunedoara sau Ioan de Hunedoara, considerat „părintele Hunedoarei moderne”.
- Eugen Evu (n. 1944 – d. 2017) poet, publicist și prozator român, membru al Uniunii Scriitorilor din România
- Arsenie Boca (1910 - 1989) - părinte ieromonah, teolog și artist plastic (muralist) ortodox român, martir al închisorilor comuniste, canonizat ca sfânt
- Ilarion Felea (1903 - 1961) - preot ortodox, profesor de teologie, martir al închisorilor comuniste, canonizat ca sfânt
- Ioan Budai-Deleanu (1760 - 1820)- a fost un scriitor, filolog, lingvist, istoric și jurist, corifeu al Școlii Ardelene
- Mircea Sântimbreanu (1926 - 1999)- a fost un scriitor român, director al editurii Albatros, publicist, scenarist și producător de film
- Sigismund Toduță (1908 - 1991) - a fost un compozitor, muzicolog, profesor român, membru corespondent (martie 1991) al Academiei Române
- Petru Groza (1884 – 1958) - a fost un avocat și om politic,  șef al statului, în perioada 2 iunie 1952 - 7 ianuarie 1958
- Vlaicu Bârna (1913 - 1999) - a fost un poet, romancier, memorialist, critic literar și traducător român
- Ion Dodu Bălan (1929 - 2018) - a fost autor, critic și istoric literar, folclorist, poet, prozator, profesor universitar român
- Drăgan Muntean (1955 - 2002) - a fost un cunoscut solist vocal de folclor muzical românesc din Ardeal
- Doina Badea - a fost o cântăreață de muzică ușoară
- Michael Klein - cel mai mare fotbalist al Hunedoarei;
- Octavian Moisin (1914 - 2013), inginer și preot român unit (greco-catolic).
- Daniela Silivaș (n. 1972) - câștigătoare a șase medalii la Jocurile Olimpice de vară din 1988 și a mai multor titluri la campionatele mondiale și europene de gimnastică
- Ioan Andone - mare fotbalist, actualmente antrenorul echipei de fotbal CFR Cluj
- Mircea Rednic - mare fotbalist, actualmente antrenorul echipei Dinamo București
- Bogdan Lobonț[12] - portarul naționalei României
- Mihai Leu[13] - fost campion mondial la box profesionist
- Maria Cioncan - a adus României nenumărate medalii la competiții internaționale de atletism
- Nicolae Bikfalvi - pictor
- Marieta Ilcu (n. 1962 Darabani) - multiplă campioană națională, internațională și olimpică la săritura în lungime, medaliată cu argint la Sevilla.
- Mircea Lucescu - fostul antrenor al echipei locale hunedorene Corvinul, care a dus echipa în Devizia A (1981-1982), fiind o personalitate marcantă a municipiului
- Romulus Gabor - un fotbalist hunedorean de excepție, câștigătorul „Balonului de Aur” la Campionatul Mondial pentru Tineret din 1981
- Ioan Bolborea (n. 1956), sculptor, autorul sculpturii Caragialiana din centrul Bucureștiului;
- Daniel Thellmann (1960-2009), politician român de etnie săsească, primar a municipiului Mediaș dintre 2004 până în 2009;
- Gheorghe Craioveanu (n. 1968), fotbalist;
- Sorin Vasilache (n. 1971), primar al orașului Băile Olănești.

## Atracții turistice
- Rezervația naturală “Pădurea Chizid” (50 ha).
- Lacul Cinciș - Este așezat la 15 km de municipiul Hunedoara, pe drumul spre Toplița. Este o zonă de o frumusețe deosebită care atrage numeroși turiști. Lacul are o suprafață de 867 ha și o poveste deosebită. Lacul Cinciș este situat pe vatra satului cu același nume, care în anul 1962 a fost strămutat pe un deal din apropiere pentru a putea lua naștere lacul de acumulare. Astfel, un sat cu o existenta de peste 1000 de ani (mentionat încă din 1360), a fost pentru totdeauna înghițit de ape.
- Casa de Cultura Hunedoara
- Galeria de Arta Hunedoara
- Gara Hunedoara - turn cu ceas si o fresca ce ilustreaza stralucirea combinatului de alta data
- Castelul Corvinilor
- Parcul Tineretului
- Centrul Vechi
- Ulpia Traiana Sarmizegetusa
- Muzeul de Arheologie Sarmizegetusa
- Vila Corviniana
- Releu Gsm
- Dealul Sânpetru - priveliste panoramica asupra orasului Hunedoara, asupra Padurii Chizid si asupra Zlastiului, in departare putand fi observati Muntii Metaliferi
- Mănăstirea Prislop
- Munții Poiana Ruscă
- Grădina Zoologică Hunedoara - Aflata in vecinatatea Padurii Chizid, gazduieste animale precum babuini, lei, tigri, ursi, lupi, vulpi etc.
- Furnalul de la Govăjdia - A fost al doilea cuptor înalt industrial din lume pentru extragerea de fier și a fost construit în anul 1806. Primul a fost construit în Toplița, aproape de Hunedoara în anul 1750. Ambele cuptoare pot fi vizitate și astăzi.
- Arsenal Park Orastie
- Malul râului Cerna

### Biserici și mănăstiri
- Biserica ortodoxă Sfântul Nicolae, monument istoric categoria A, ctitorită la 1458
- Catedrala Eroilor, aflata in Parcul Tineretului din Hunedoara
- Biserica Popa Șapcă, o frumoasă biserică, aflată într-o zona liniștită inconjurată de case, în apropierea Castelului Corvinilor
- Catedrala ortodoxă Sfinții Împărați Constantin și Elena, monument de arhitectură categoria B, ctitorită la 1947
- Biserica ortodoxă Strei, la 10 Km. de Hunedoara
- Mănăstirea Prislop la 20 Km. spre Hațeg
- Biserica de lemn de la Almașu Mic la 5 Km.
- Biserica reformată din Sântămărie Orlea
- Biserica romano-catolica din Hunedoara
- Cetatea Colț
- Biserica Sfântul Nicolae din Densuș, ce este un monument unic în arhitectura medievală românească, fiind construită probabil în cursul secolului al 13-lea.
- Biserica ortodoxă din Ostrov, construită în secolul XIV, adăpostește o frescă de la 1365.

## Sport
- echipă de fotbal liga a II-a: CS Hunedoara (din sezonul 2022-2023 FC Corvinul Hunedoara)[14]- Campioana Cupa României 2023-2024
- echipă de popice campioană națională
- echipă de volei - liga 3
- atletism
- box
- lupte
- înot
- handbal
- karate
- dansuri populare
- dansuri moderne

## Imagini

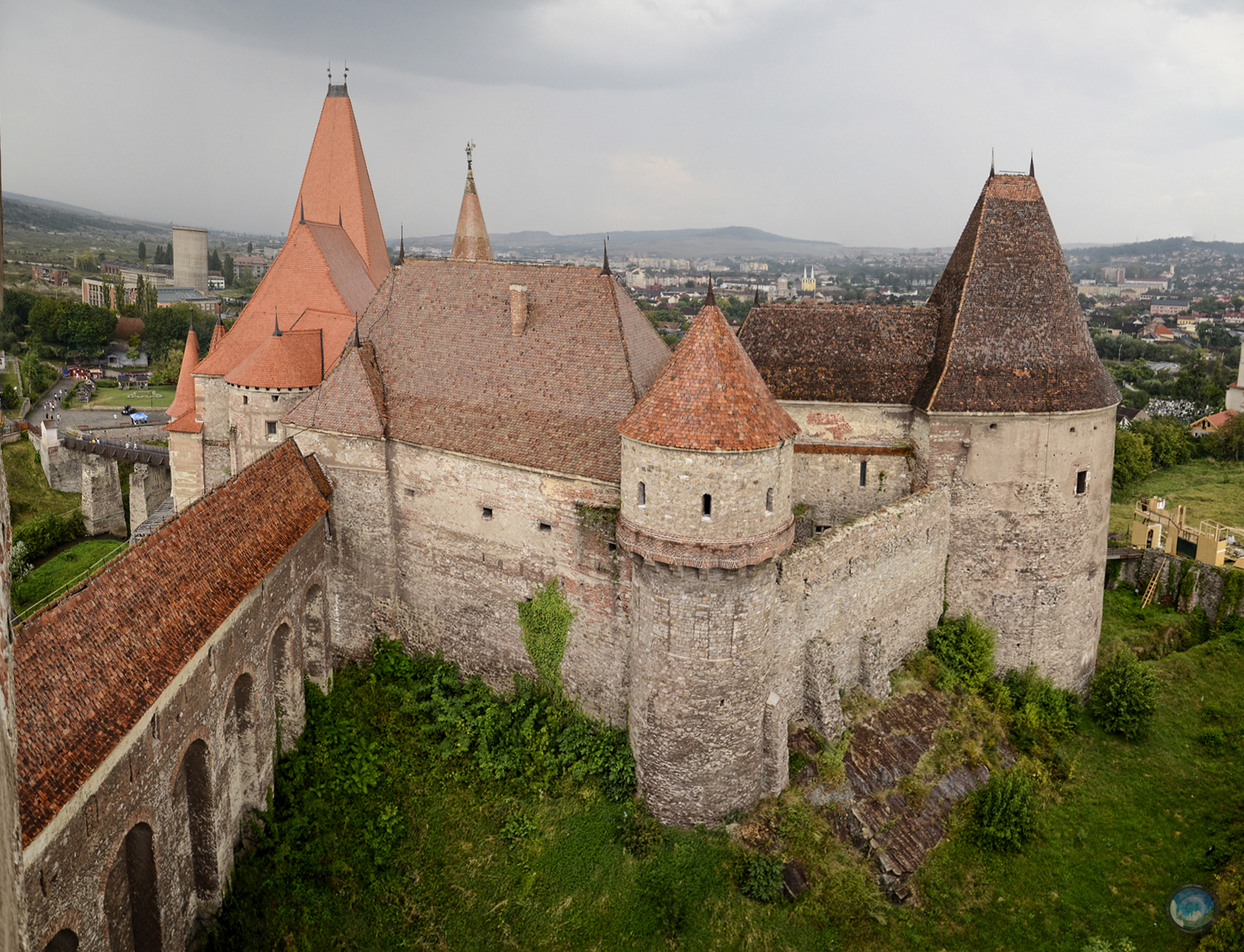
Castelul Corvinilor
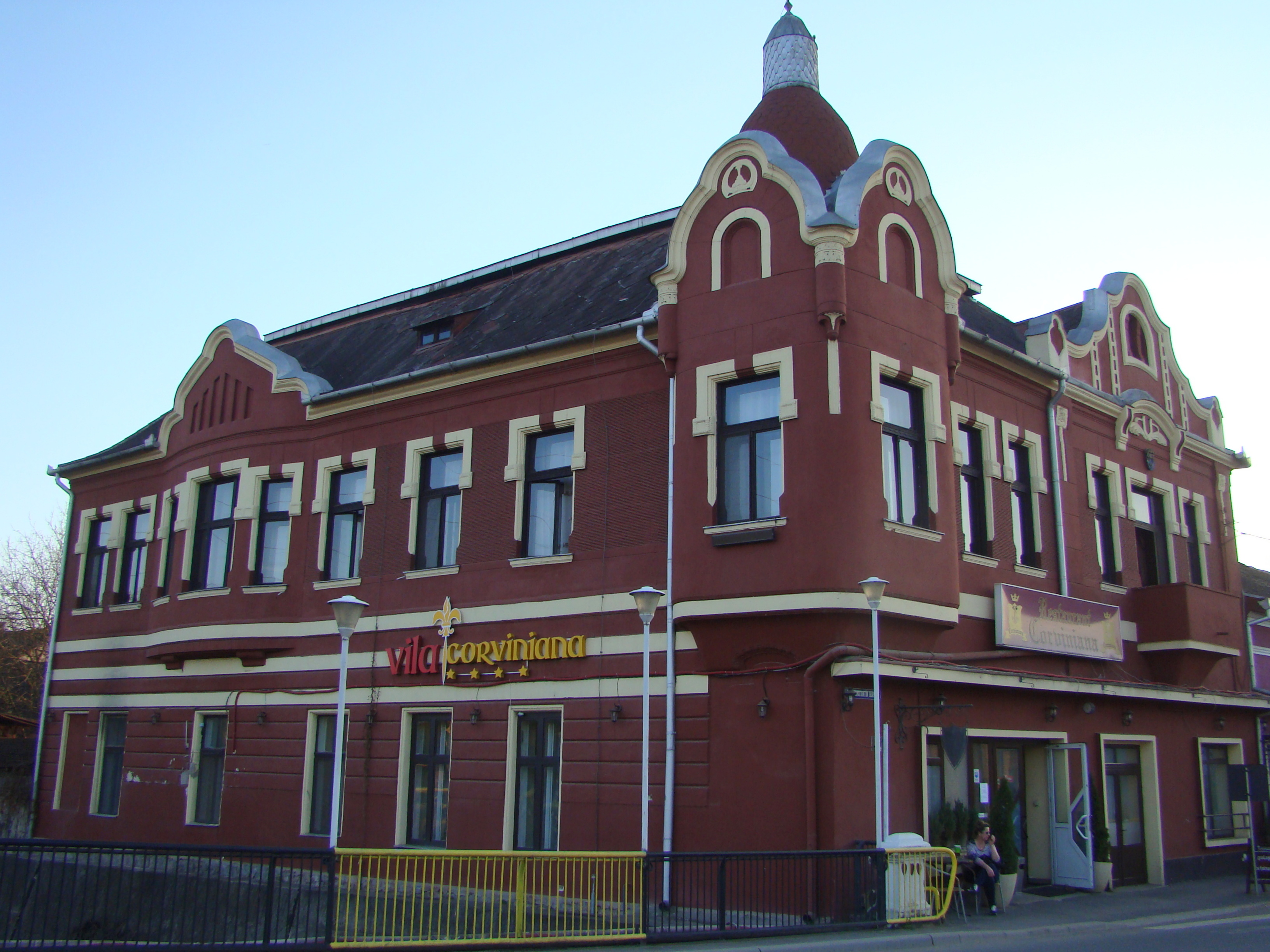
Vila Corviniana (str.Constantin Bursan nr.1) (monument istoric)
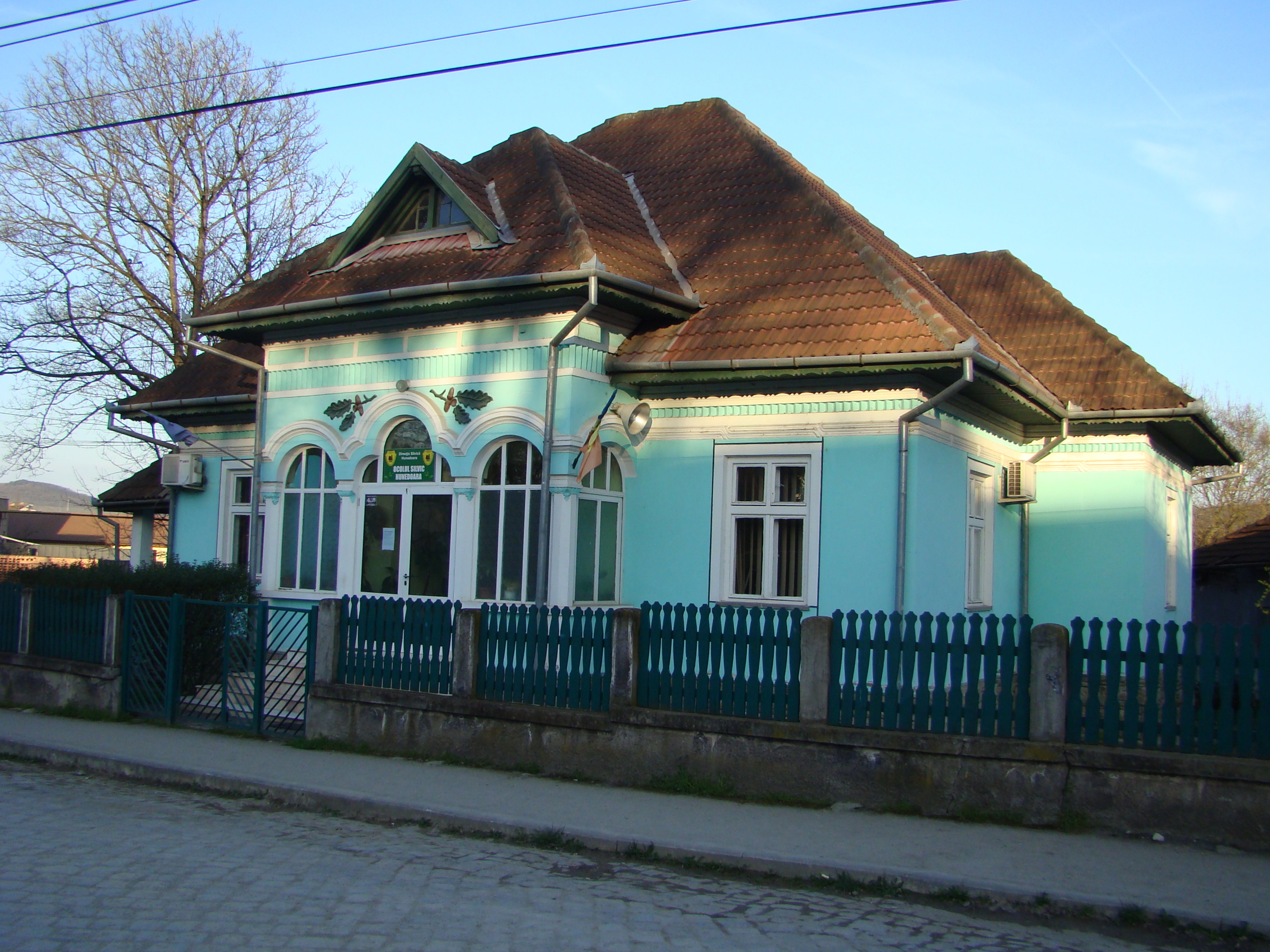
Ocolul Silvic (str.Castelului nr.22) (monument istoric)
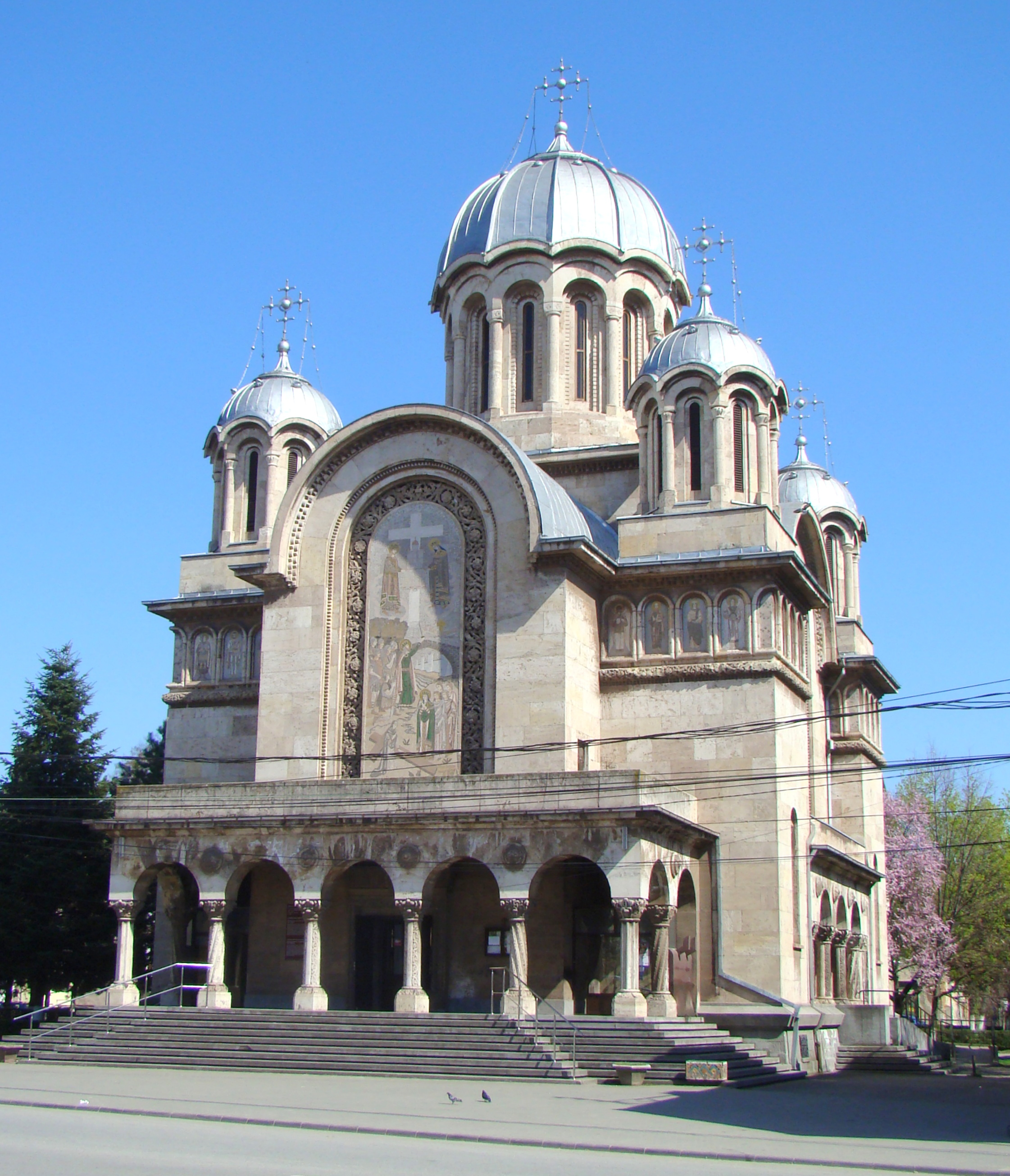
Catedrala ortodoxă „Sfinții Împărați Constantin și Elena” (monument istoric)
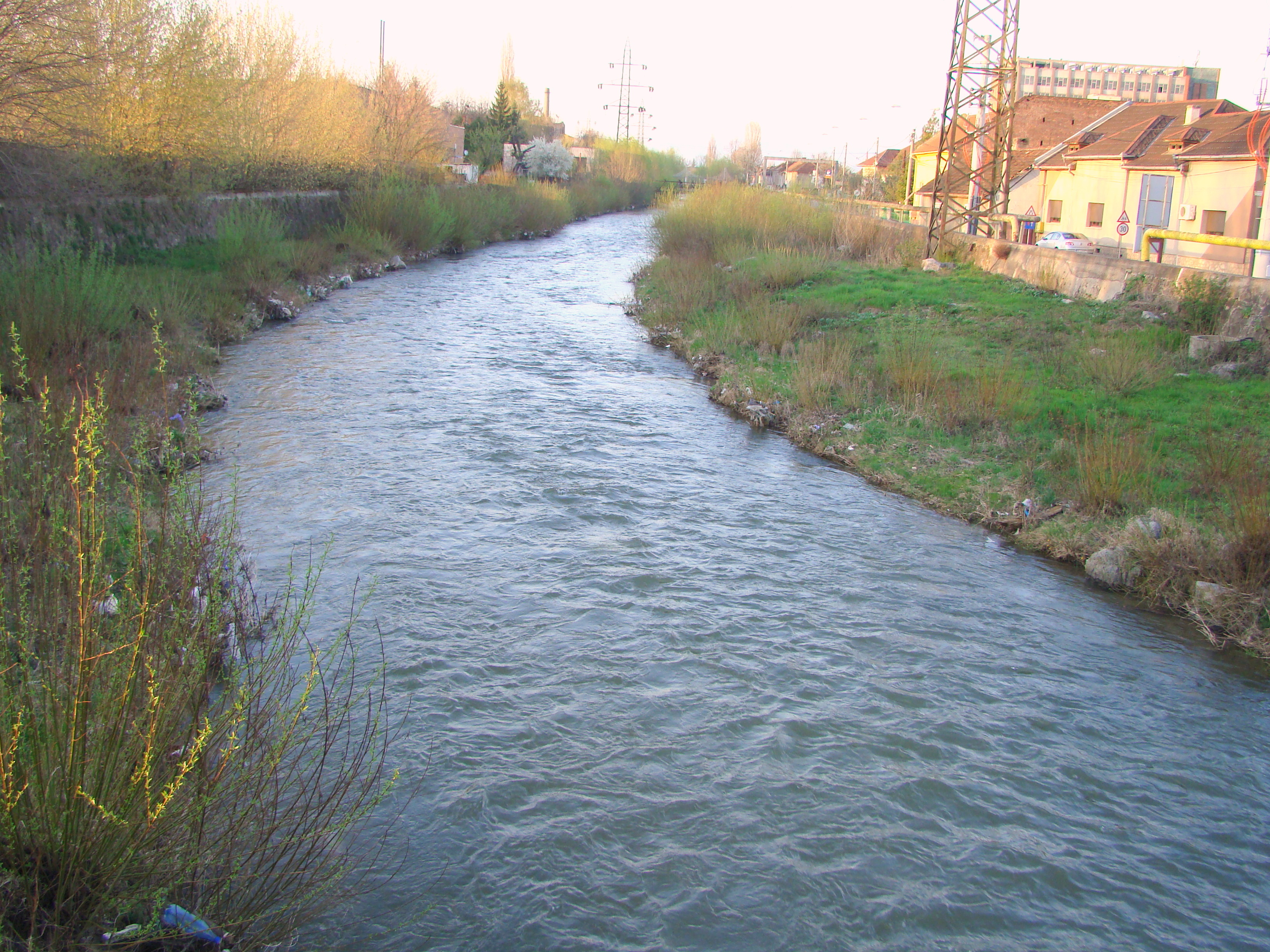
Râul Cerna
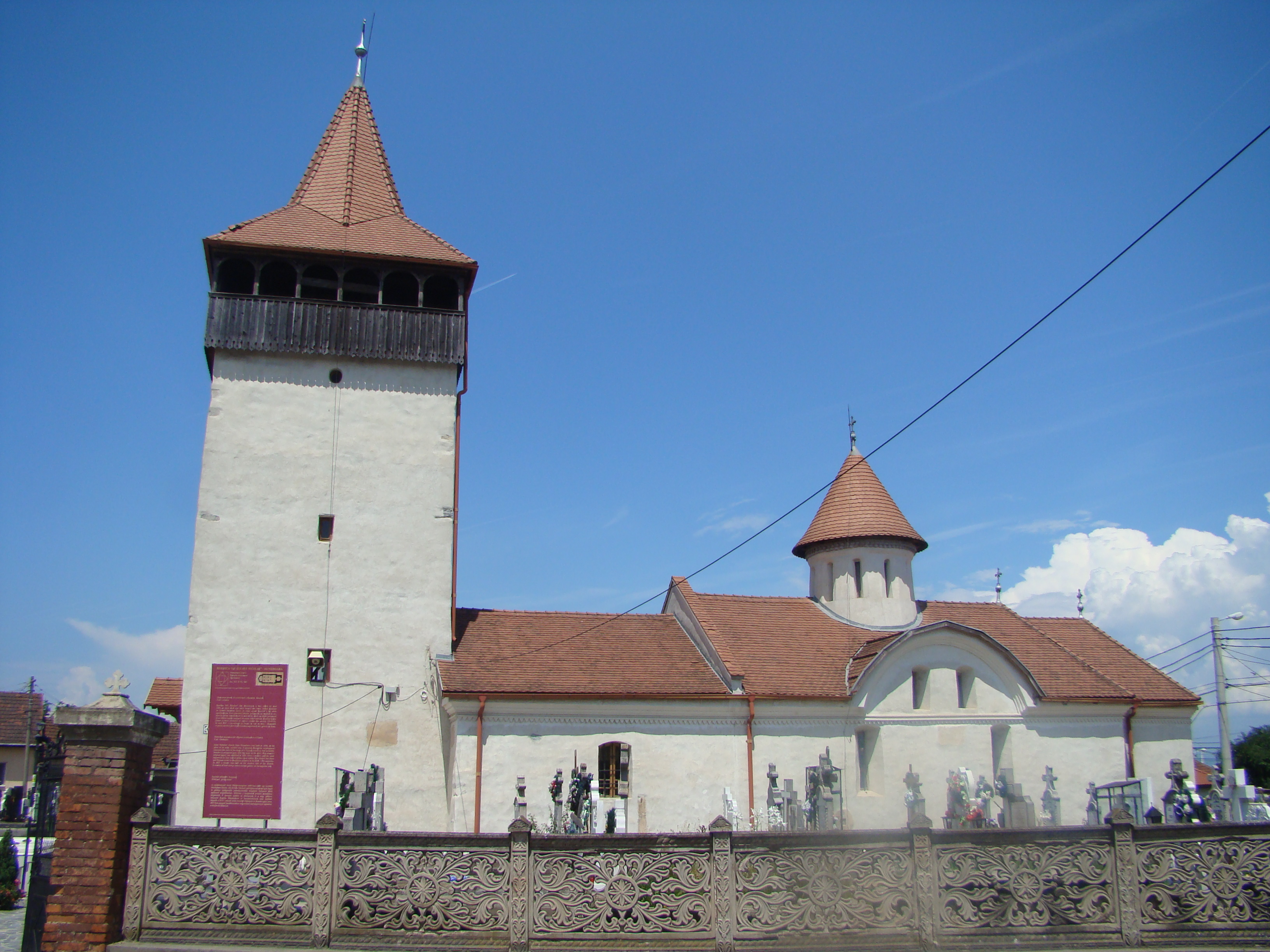
Biserica „Sfântul Ierarh Nicolae” (monument istoric)
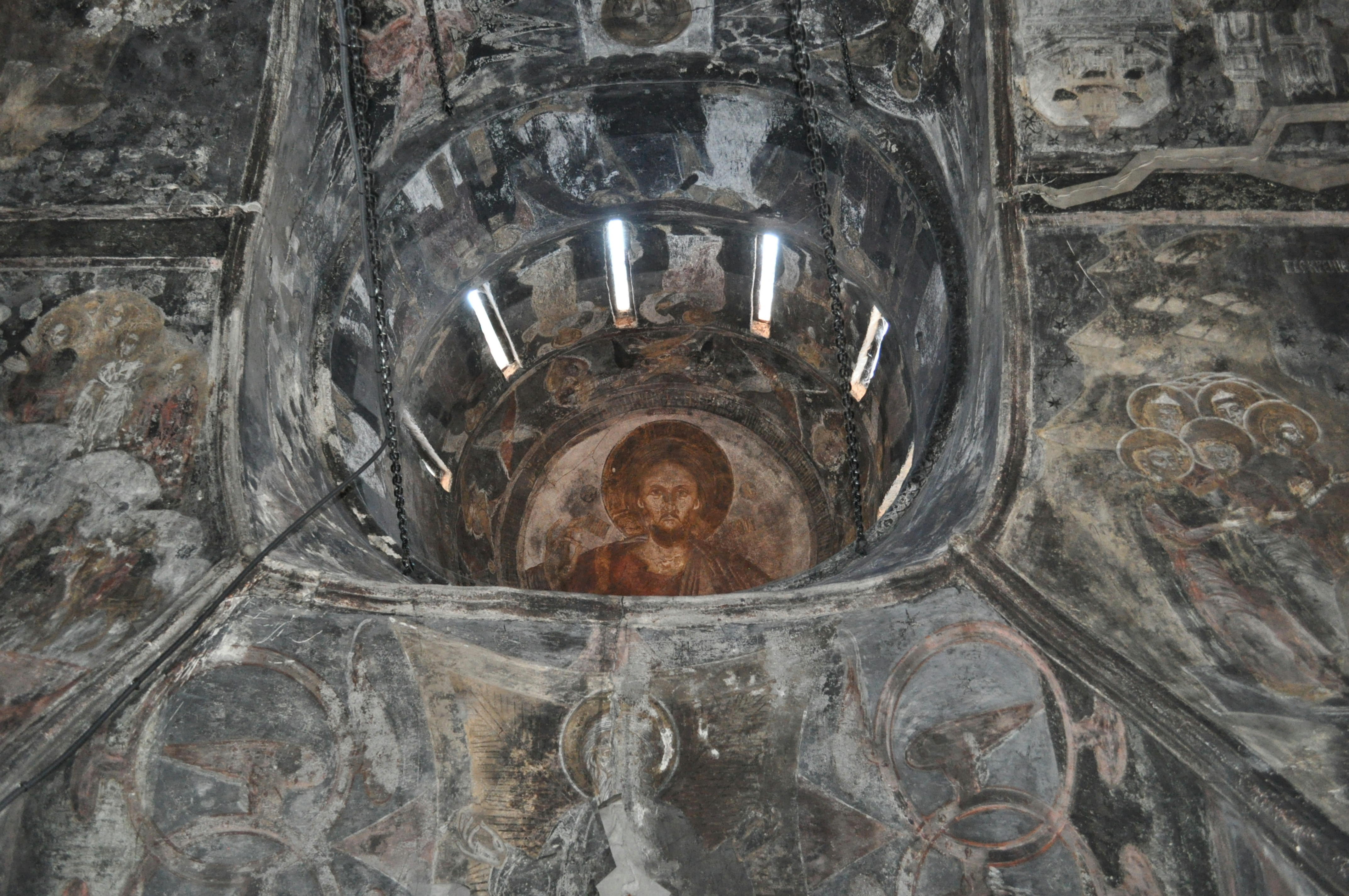
Biserica „Sfântul Ierarh Nicolae” (monument istoric)
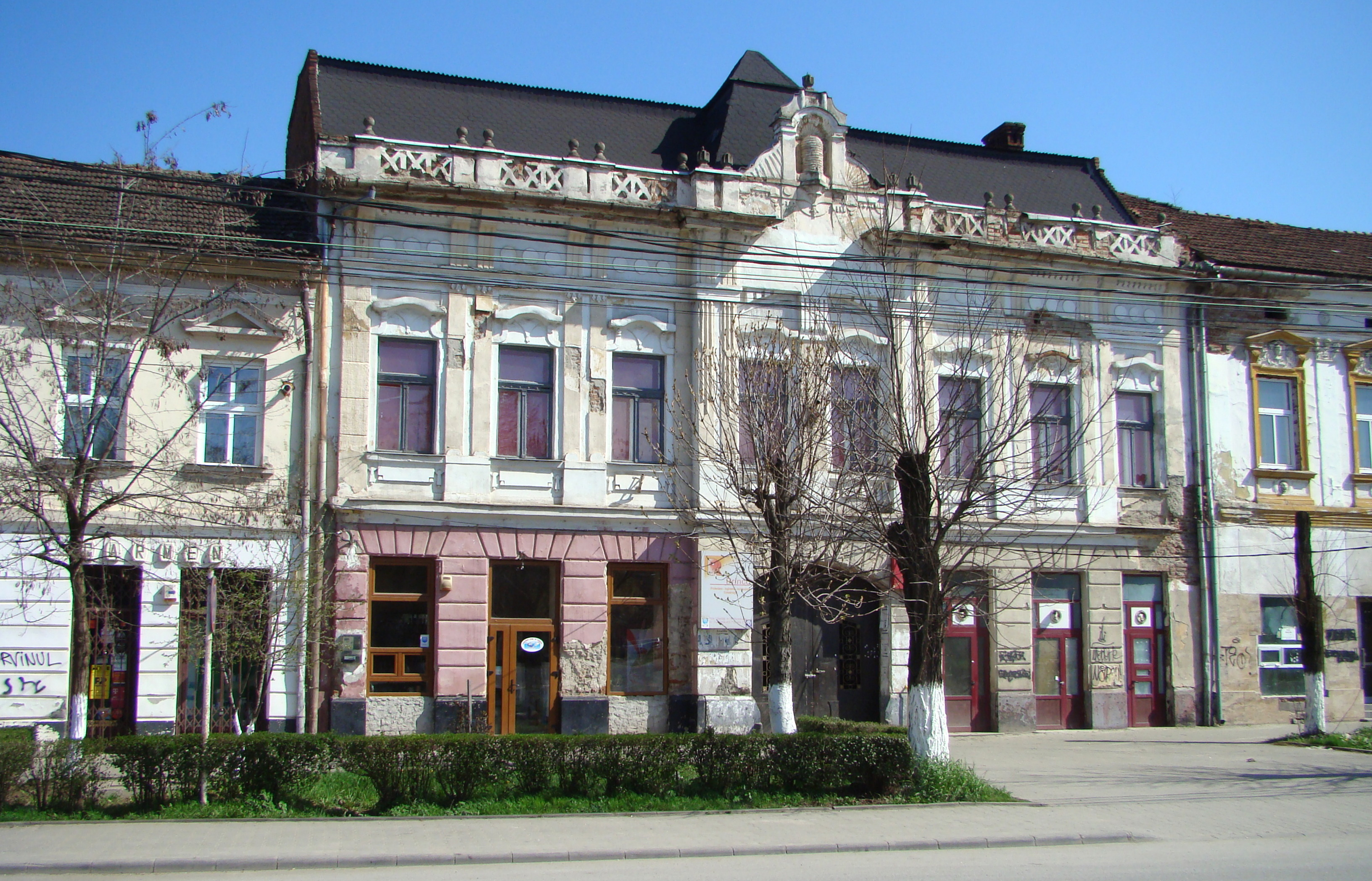
Clădire, monument istoric, în Piața Libertății
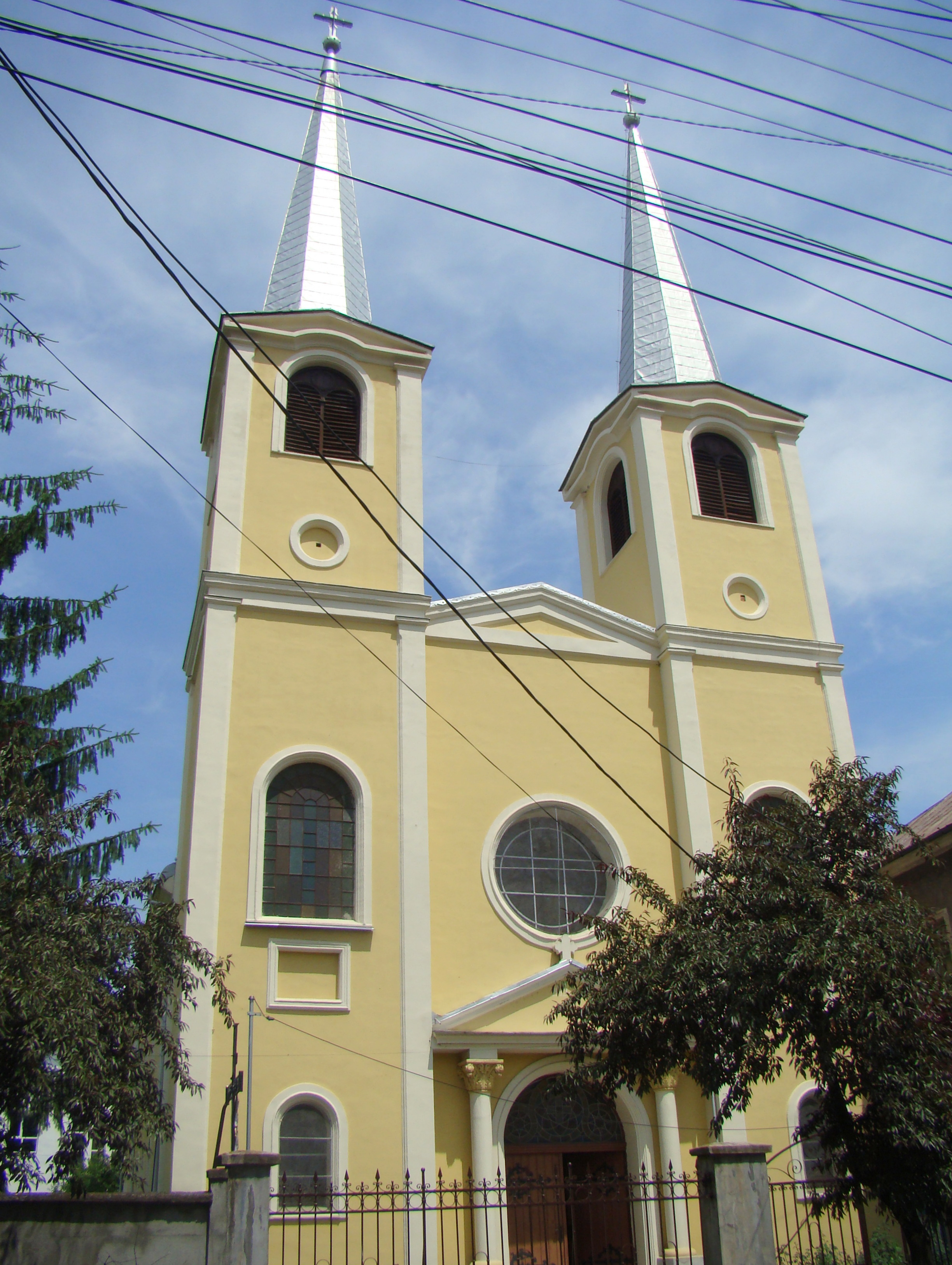
Biserica romano-catolică
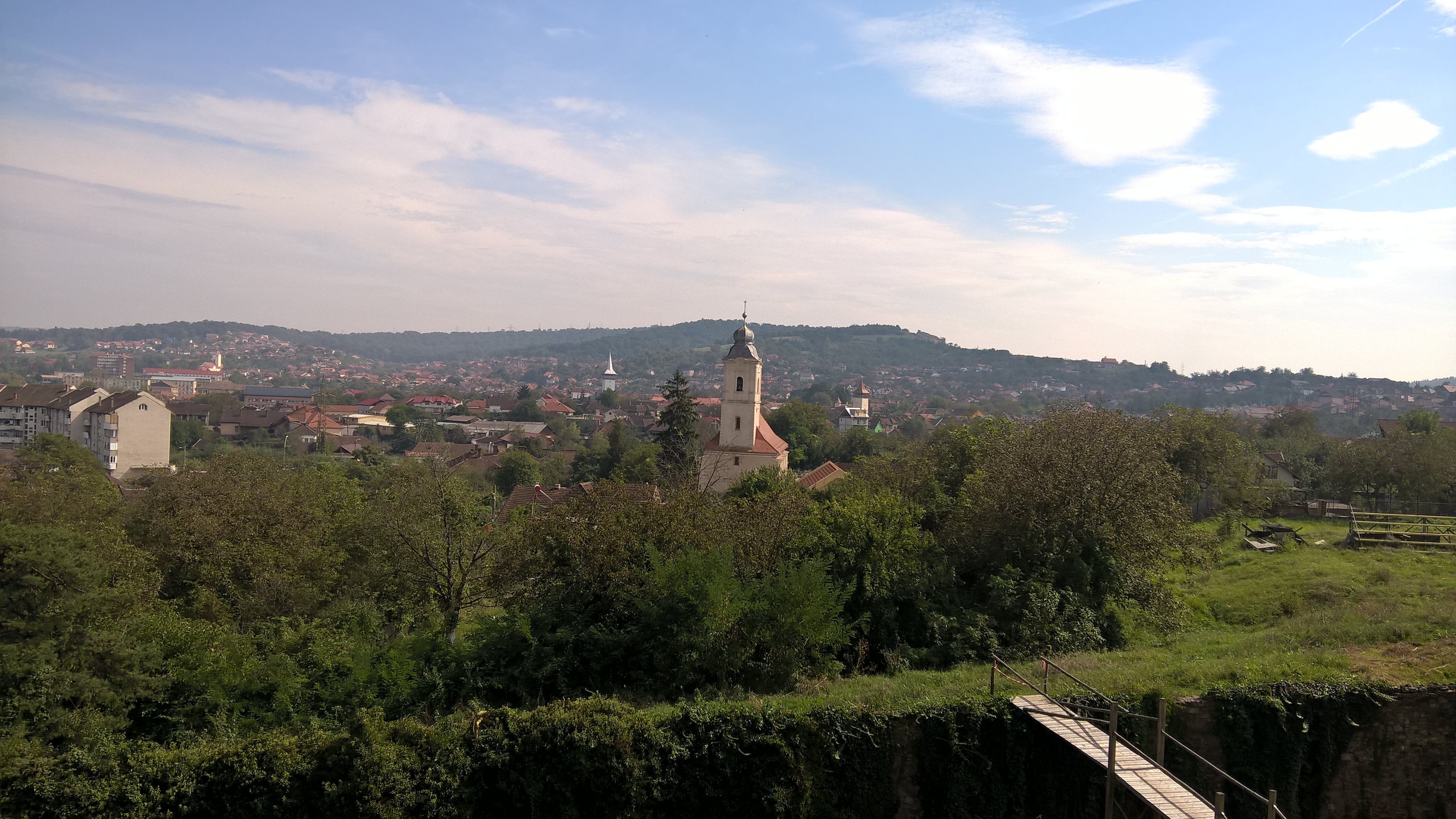
Biserica reformată (monument istoric)
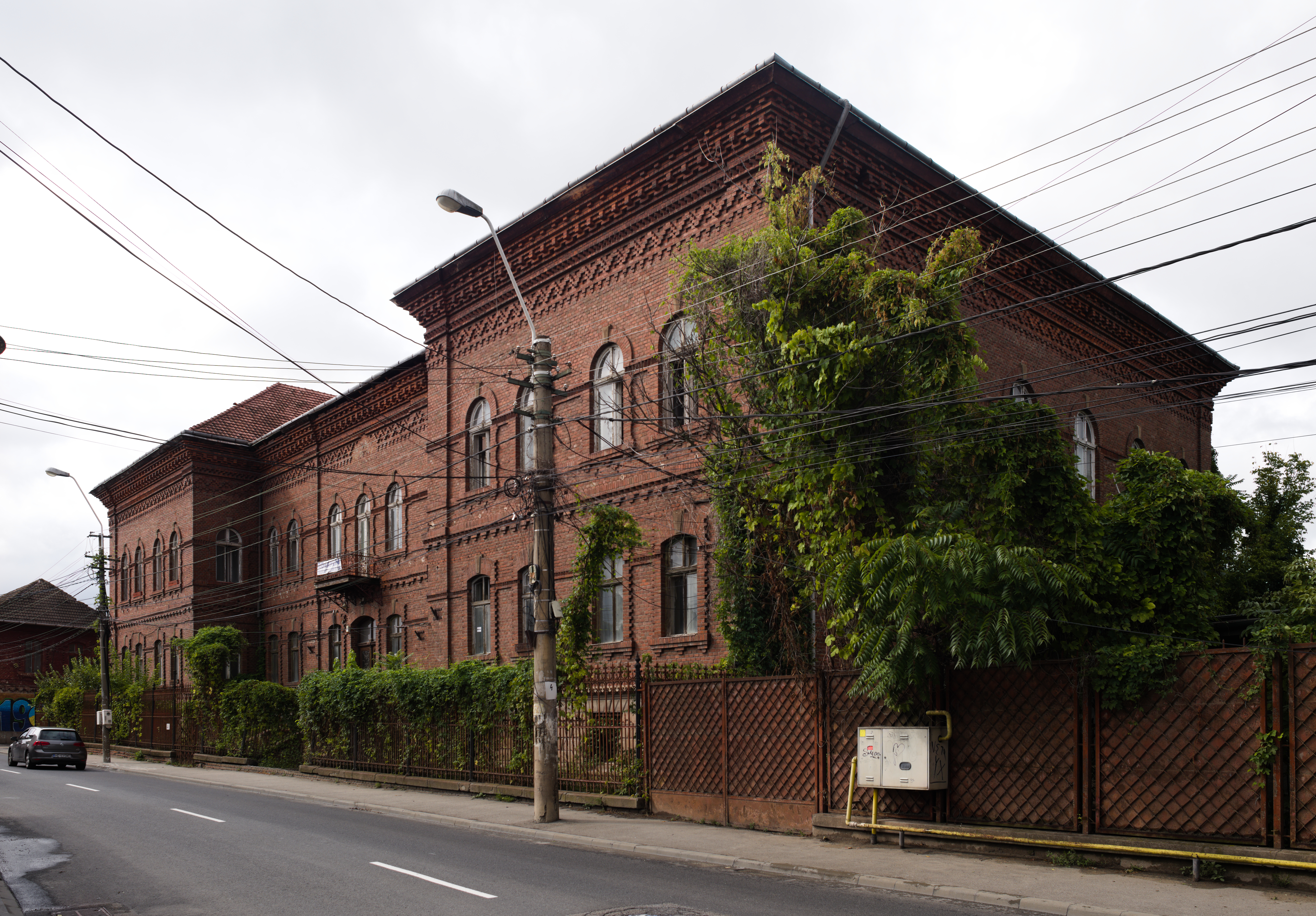
Administrația Uzinelor de Fier (monument istoric)
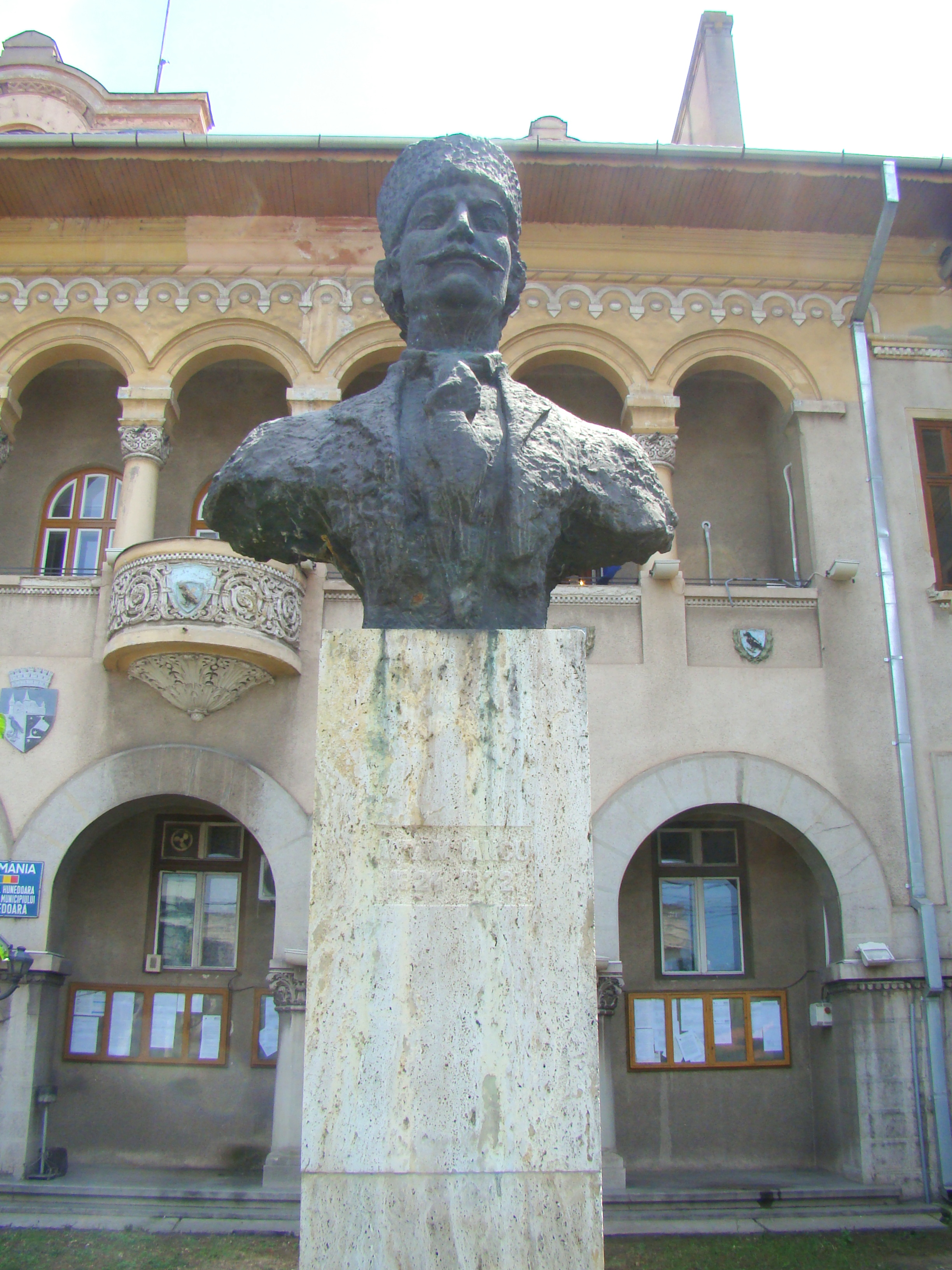
Bustul lui Avram Iancu
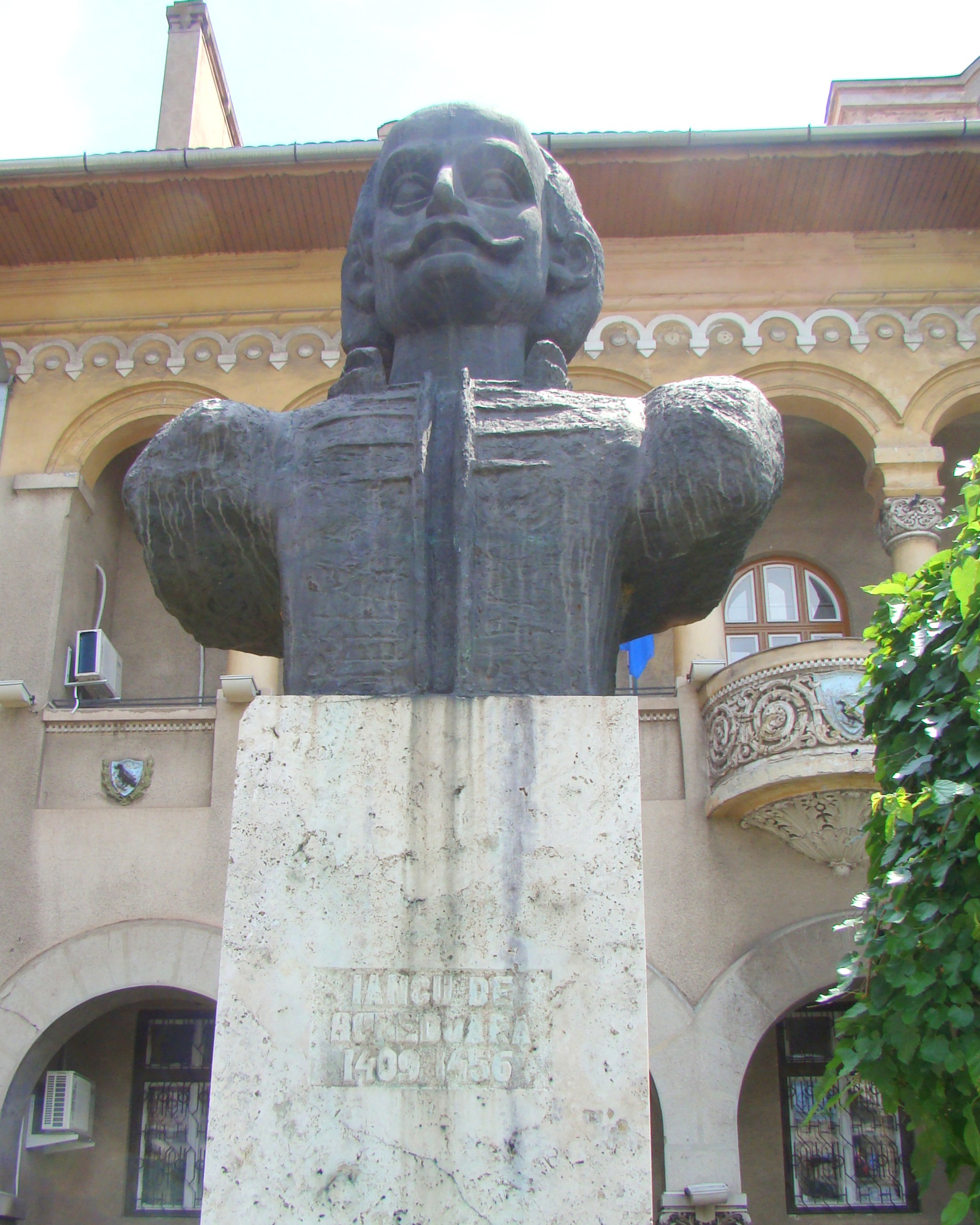
Bustul lui Iancu de Hunedoara
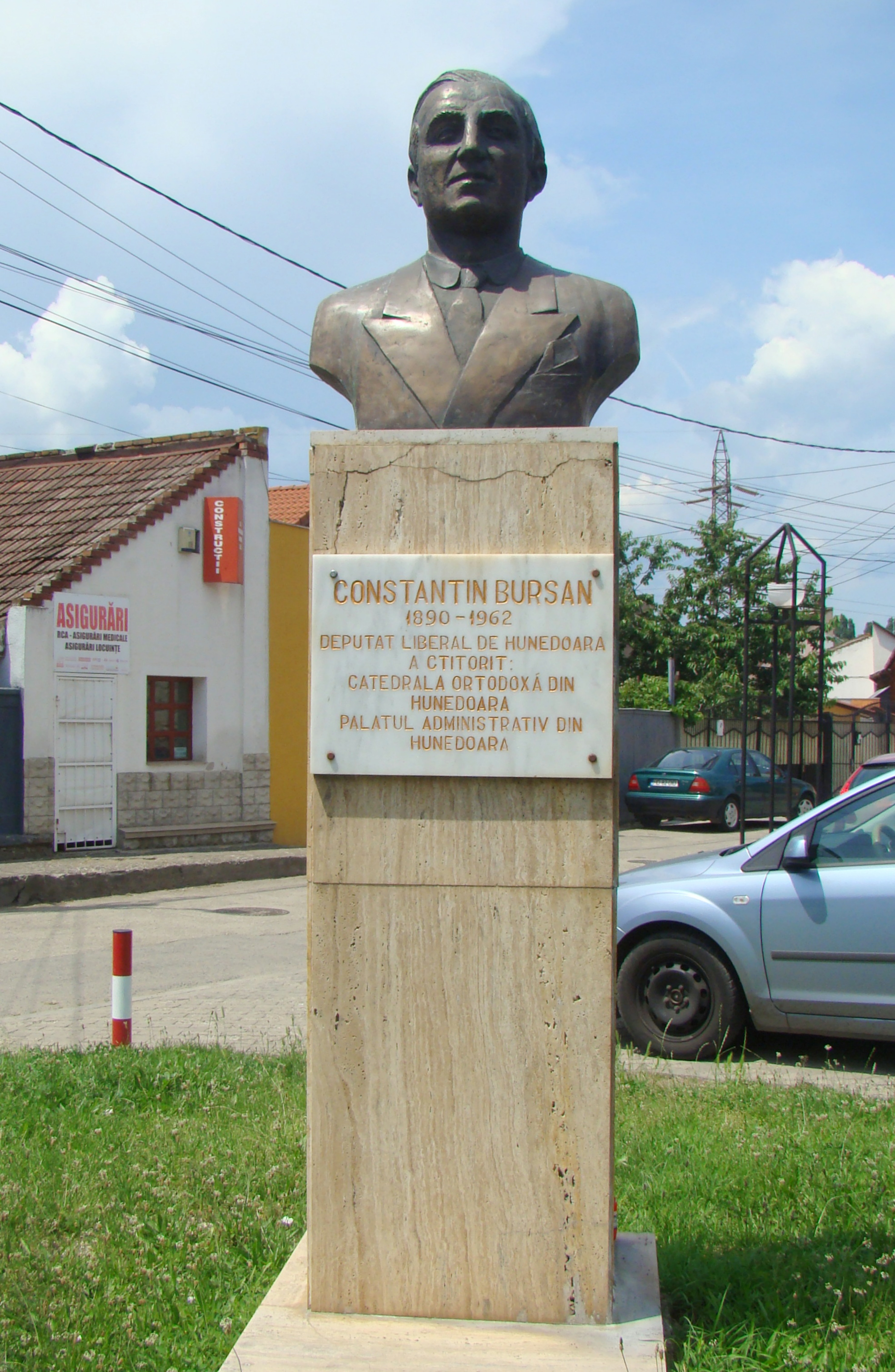
Bustul lui Constantin Bursan
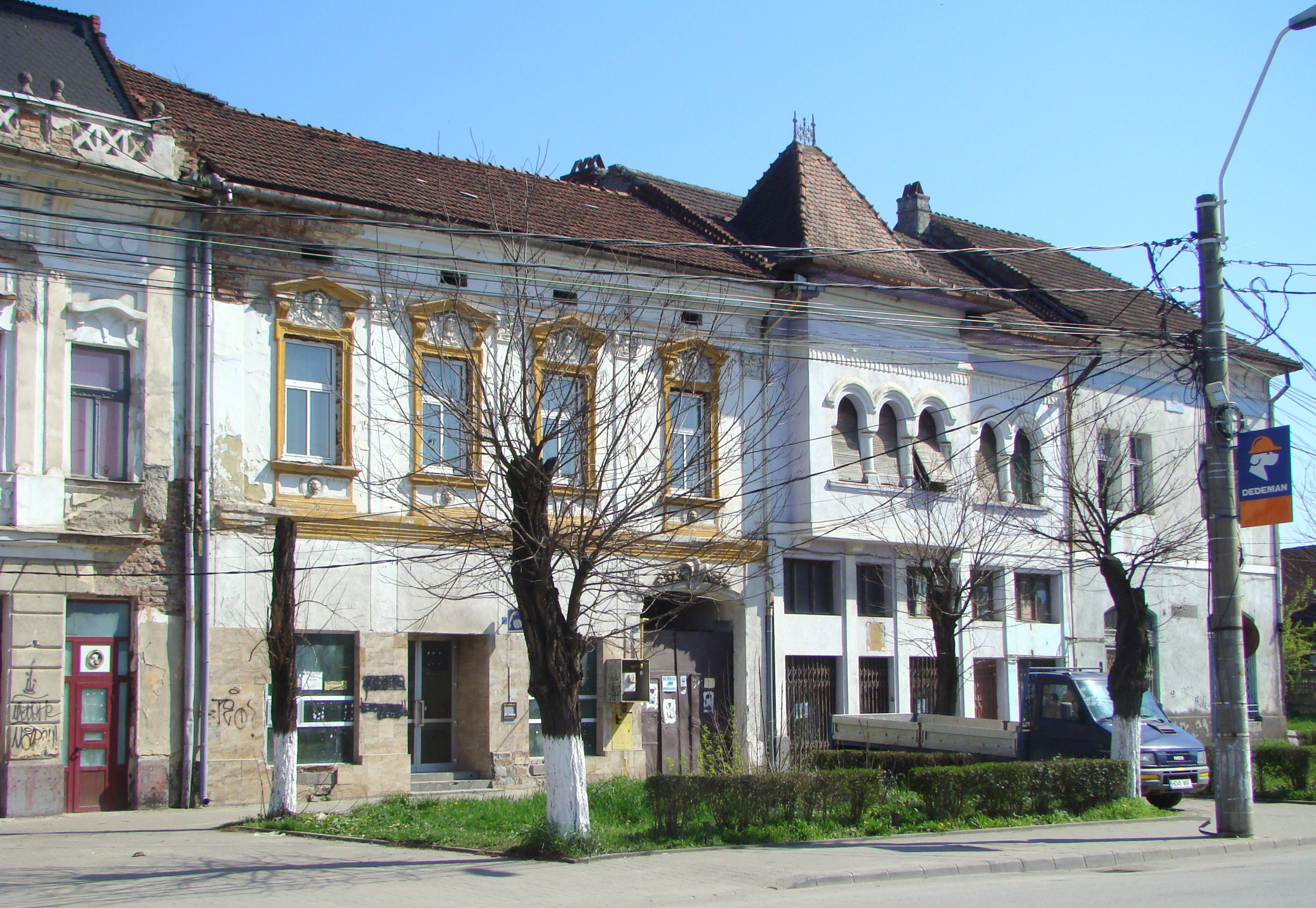
Clădire, monument istoric, în Piața Libertății
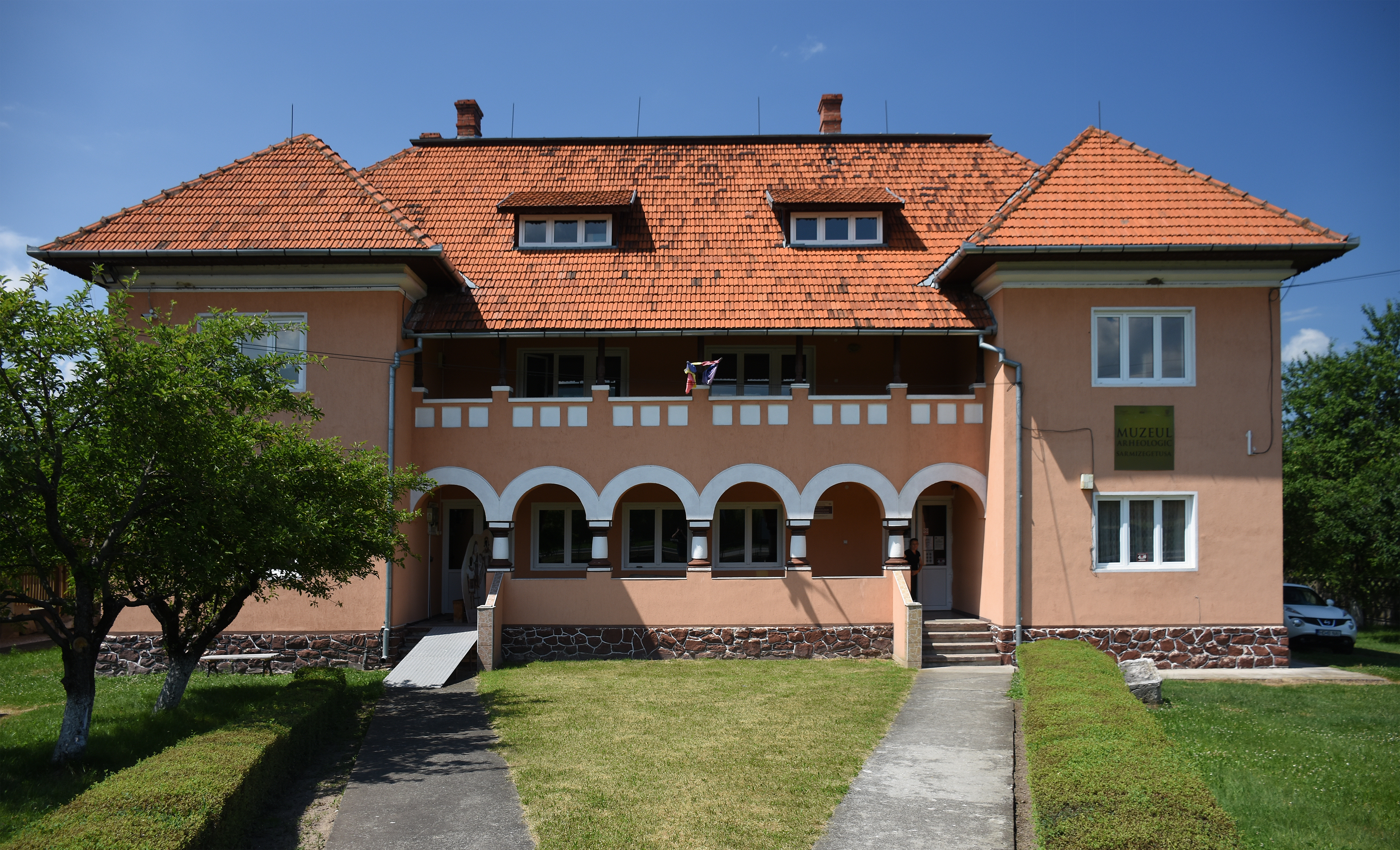
Muzeul de Arheologie Sarmizegetusa
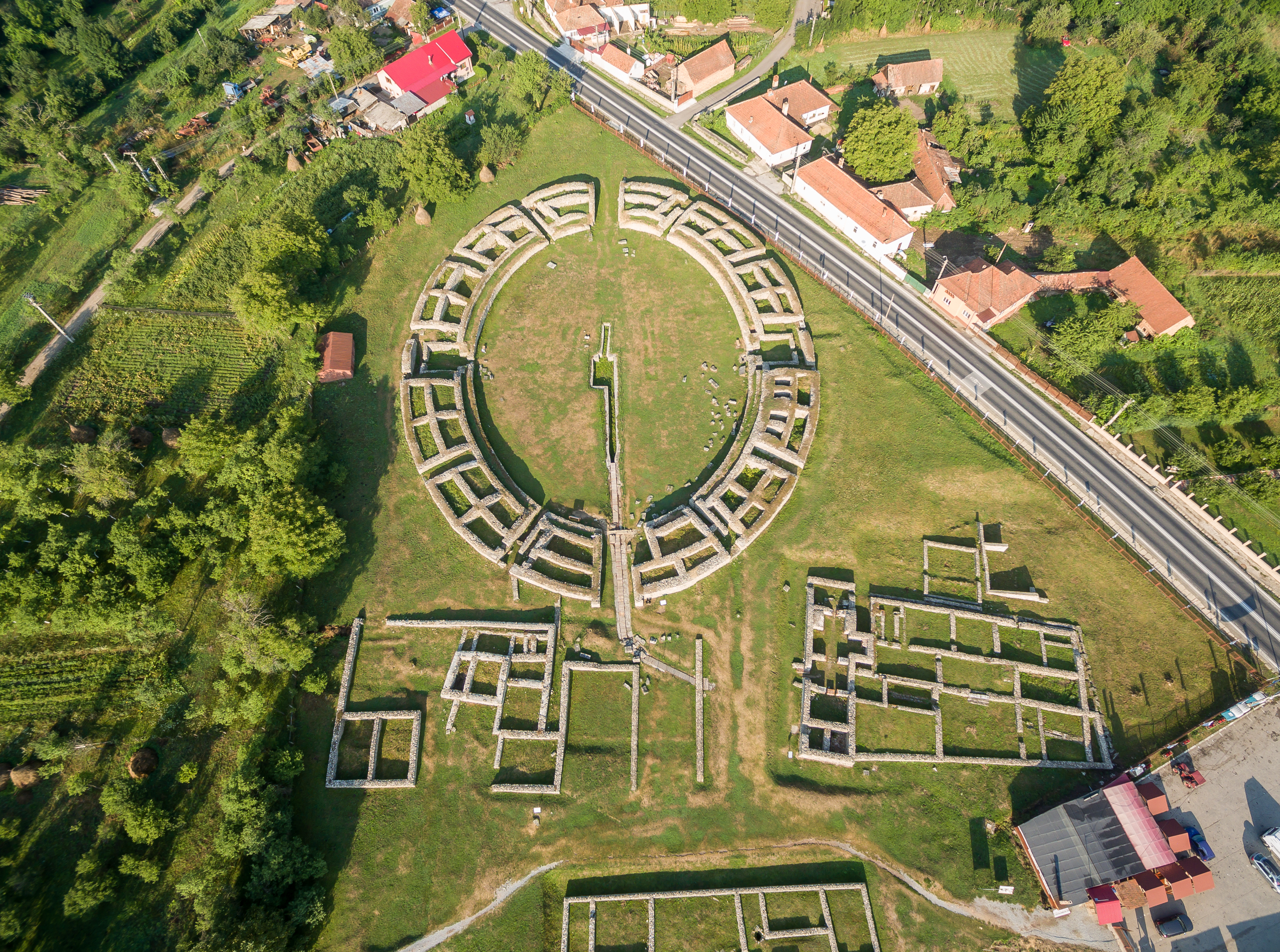
Ulpia Traiana Sarmizegetusa